# Pseudostegana latipalpis
Pseudostegana latipalpis är en tvåvingeart som först beskrevs av Vasily S. Sidorenko 1998.  Pseudostegana latipalpis ingår i släktet Pseudostegana och familjen daggflugor.
Artens utbredningsområde är Taiwan. Inga underarter finns listade i Catalogue of Life.